# 大井町站
大井町站（日语：／ Ōimachi eki */?）是位於日本東京都品川區大井一丁目，屬於東日本旅客鐵道（JR東日本）、東急電鐵（東急）、東京臨海高速鐵道（TWR）的鐵路車站。

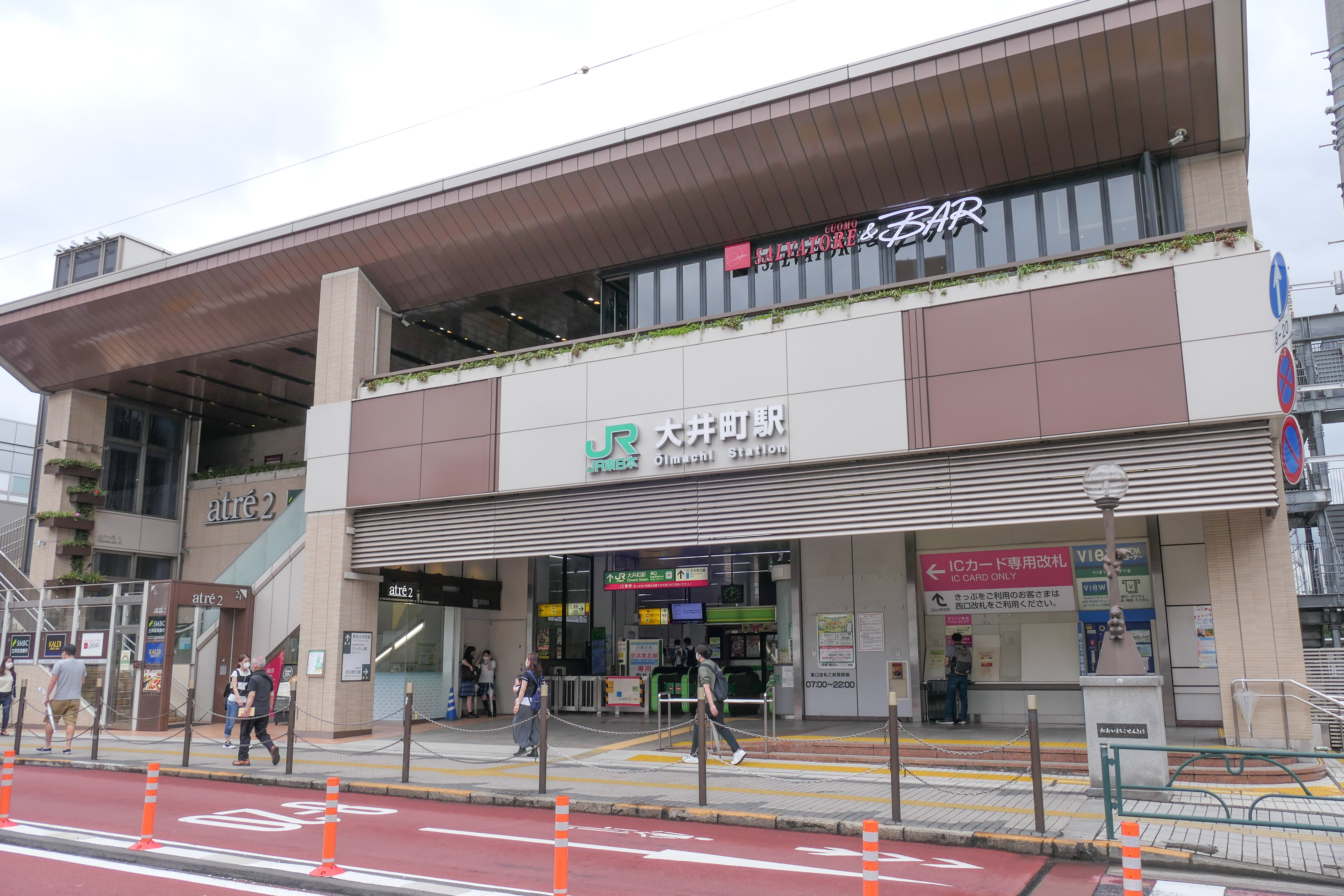
JR車站東口（2021年7月）

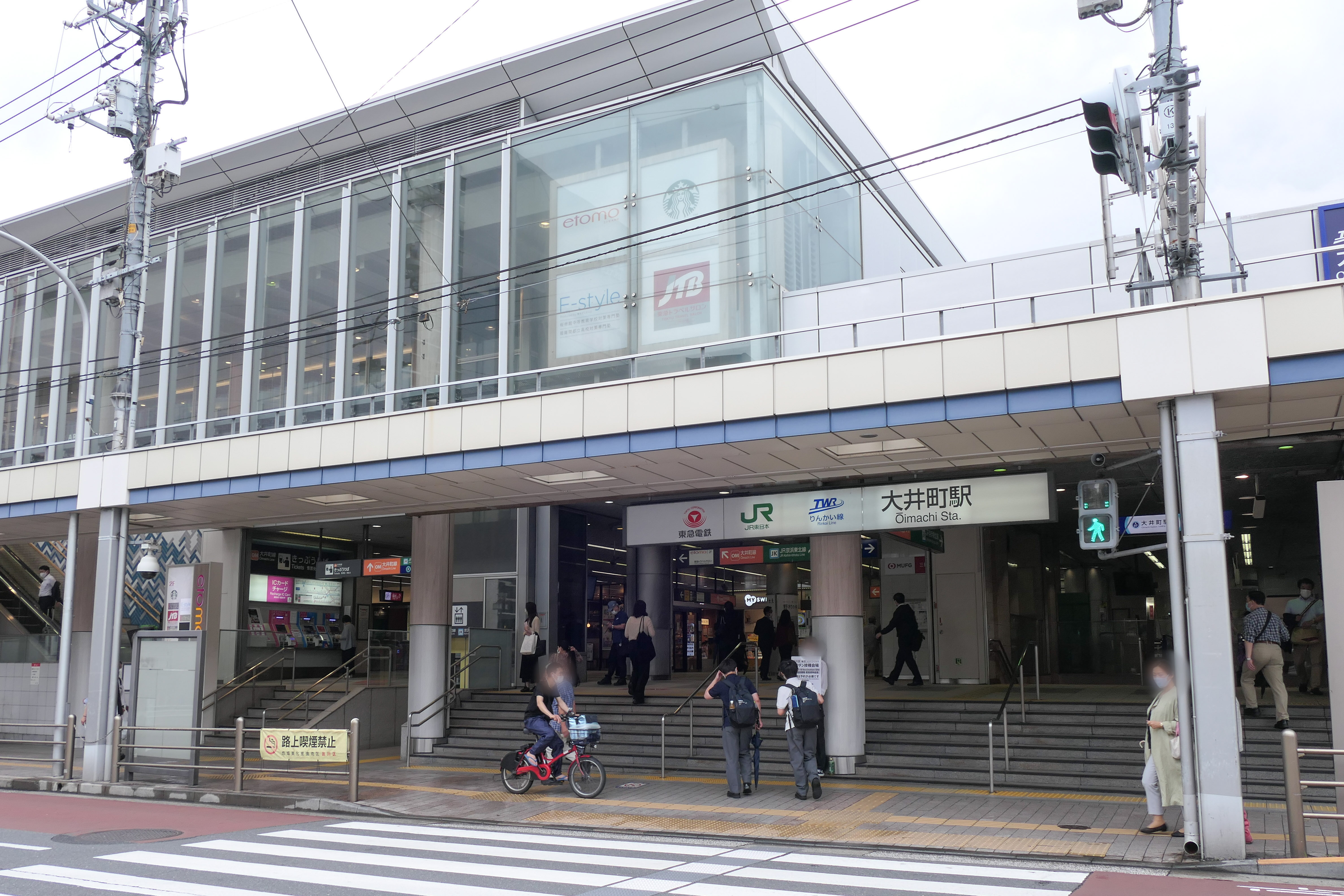
東京臨海高速鐵道與東急車站東口（2021年7月）

## 停靠路線
此站有JR東日本的京濱東北線、東急的大井町線、東京臨海高速鐵道的臨海線停靠，是互相的轉乘站。JR東日本的車站編號是「JK 19」、東京臨海高速鐵道是「R 07」、東急是「OM01」。
JR東日本線路的軌道名稱是東海道本線（詳細參見路線條目以及鐵道路線的名稱），但僅有行駛於電車線的京濱東北線電車停靠本站，旅客資訊上亦不提及「東海道（本）線」。另外，依據特定都區市內，本站屬於「東京都區內」。

## 歷史
- 1901年（明治34年）
  - 3月15日 - 國有鐵道東海道本線開設大井聯絡所。
  - 8月1日 - 開通大井聯絡所 - 大崎站間的山手線支線。
- 1914年（大正3年）12月20日 - 配合京濱線（京濱東北線的前身）開始運行，大井聯絡所升格的大井町站啟用（旅客車站）。
- 1916年（大正5年）4月16日 - 廢止大崎站 - 大井町站間的山手線支線。
- 1927年（昭和2年）7月6日 - 目黑蒲田電鐵（現東急電鐵）大井町線大井町 - 大岡山間通車。
- 1972年（昭和47年）3月15日 - 國鐵車站停止行李業務。
- 1987年（昭和62年）4月1日 - 國鐵分割民營化，國鐵車站成為JR東日本車站。
- 1993年（平成5年）3月 - 車站大樓（atre大井町）完工。啟用發車音樂。同年7月改為現行音樂。
- 2001年（平成13年）11月18日 - JR東日本車站啟用IC卡「Suica」。
- 2002年（平成14年）
  - 11月25日 - JR東日本東口新站房啟用。
  - 12月1日 - 東京臨海高速鐵道臨海線車站啟用[1]。臨海線車站也啟用「Suica」[1]。
- 2005年（平成17年）1月31日 - 東急大井町線月台拓寬[2]。
- 2011年（平成23年）3月3日 - JR東日本東口新站房的車站大樓（atre大井町2）開幕。
- 2012年（平成24年）3月3日 - 東急大井町線月台啟用月台門[3]
- 2018年（平成30年）
  - 2月14日 - 京濱東北線月台啟用月台門[4]。
  - 3月31日 - VIEW PLAZA關閉。
- 2019年（令和元年）秋 - 大廳拓寬，預定啟用新設電梯[5]
- 2020年（令和2年）
  - 2月16日－臨海線1號月台啟用月台門[6]。
  - 2月24日－臨海線2號月台啟用月台門[6]。

## 車站結構

### JR東日本
JR東日本站區是一地面車站，跨站式站房及車站大樓建於月台上方。月台採島式1面2線設計。停站的京濱東北線線路東側是東海道線的線路，但該線並不停靠此站。車站出口有月台中央附近的中央口（atre大井町）、品川側的東口（atre大井町2）與西口（鄰接東急大井町站）。品川側的東口與西口分別在線路兩側。站內設有綠色窗口、自動驗票閘門、指定席售票機。另外，由於大森方向緊鄰平交道，因此本站成為京濱東北線南行通過禁止站，京濱東北線南行所有列車必須停靠本站。
2018年5月，現正進行電梯與電扶梯增設工程。

#### 月台配置

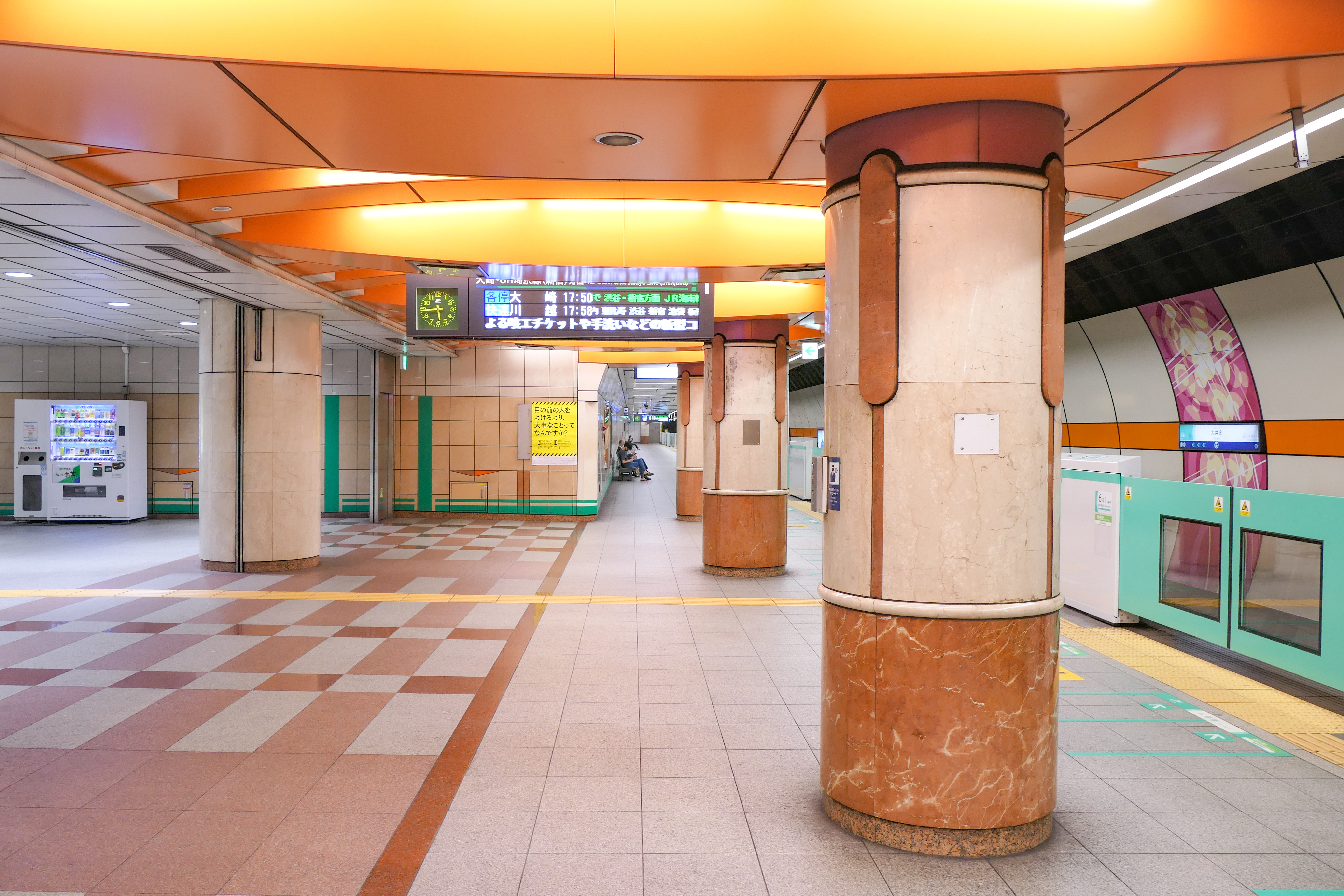
1號月台（2022年5月）
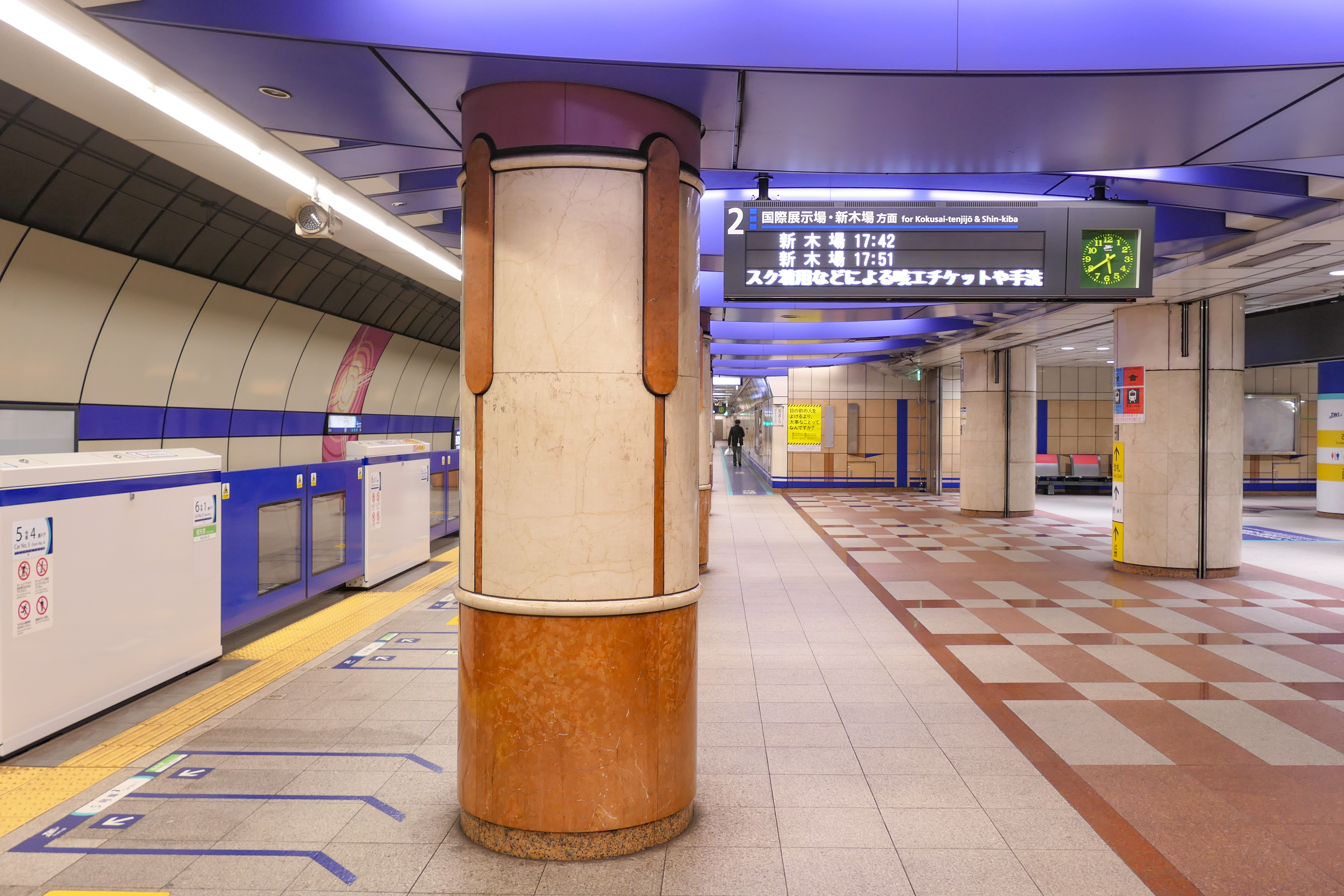
2號月台（2022年5月）

| 月台 | 路線       | 目的地               |
| ---- | ---------- | -------------------- |
| 1    | 京濱東北線 | 東京、上野、大宮方向 |
| 2    | 京濱東北線 | 蒲田、橫濱、大船方向 |

（來源：JR東日本:車站構內圖 （页面存档备份，存于））

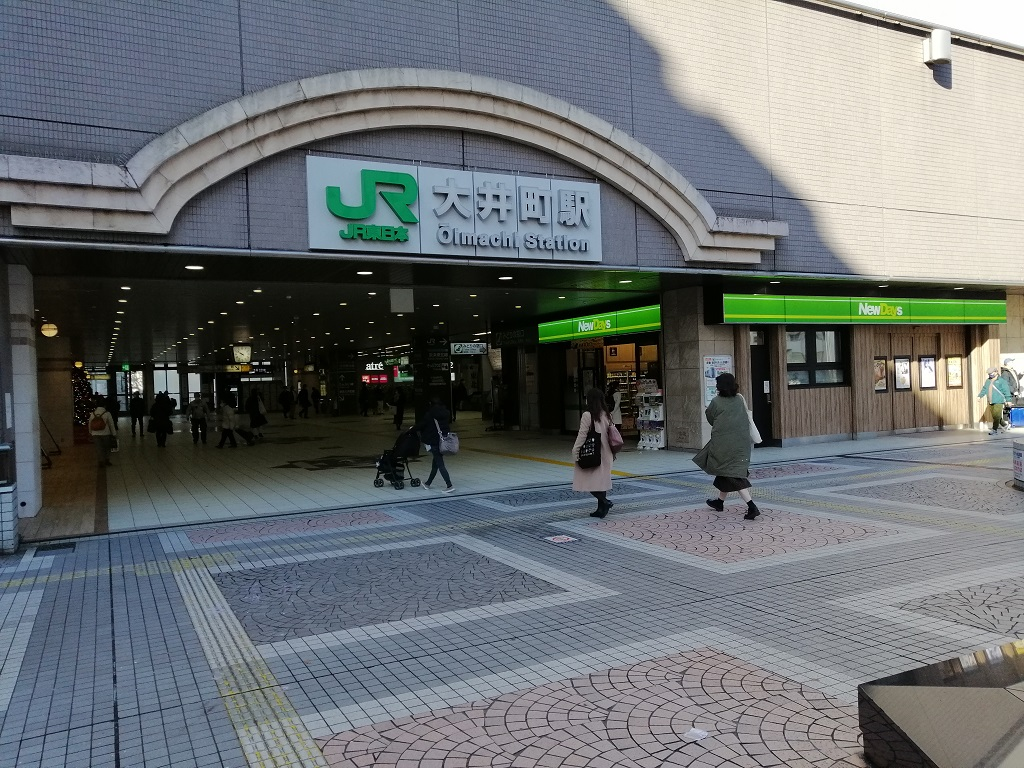
中央出入口(2021年12月)
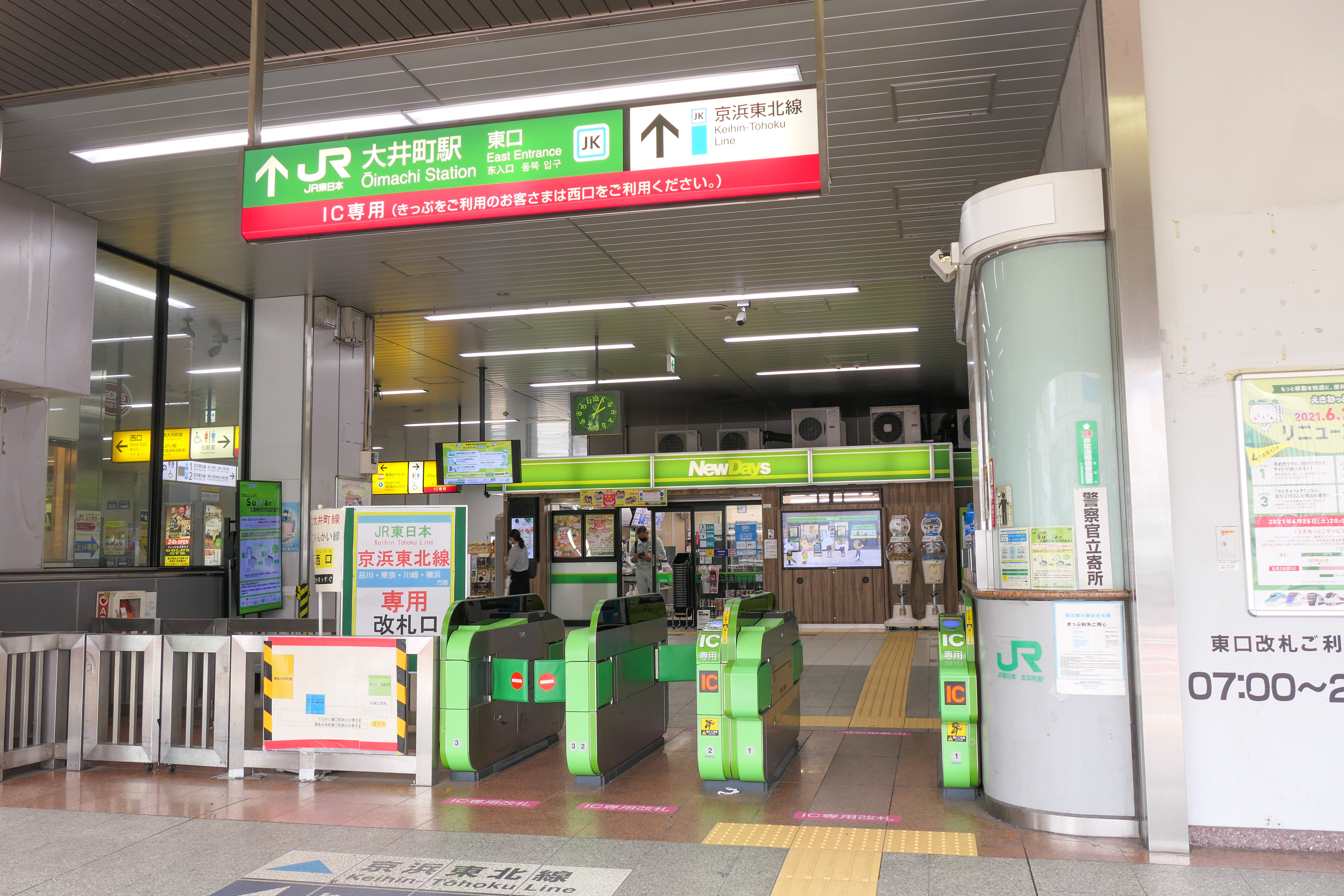
東驗票口（2021年7月）
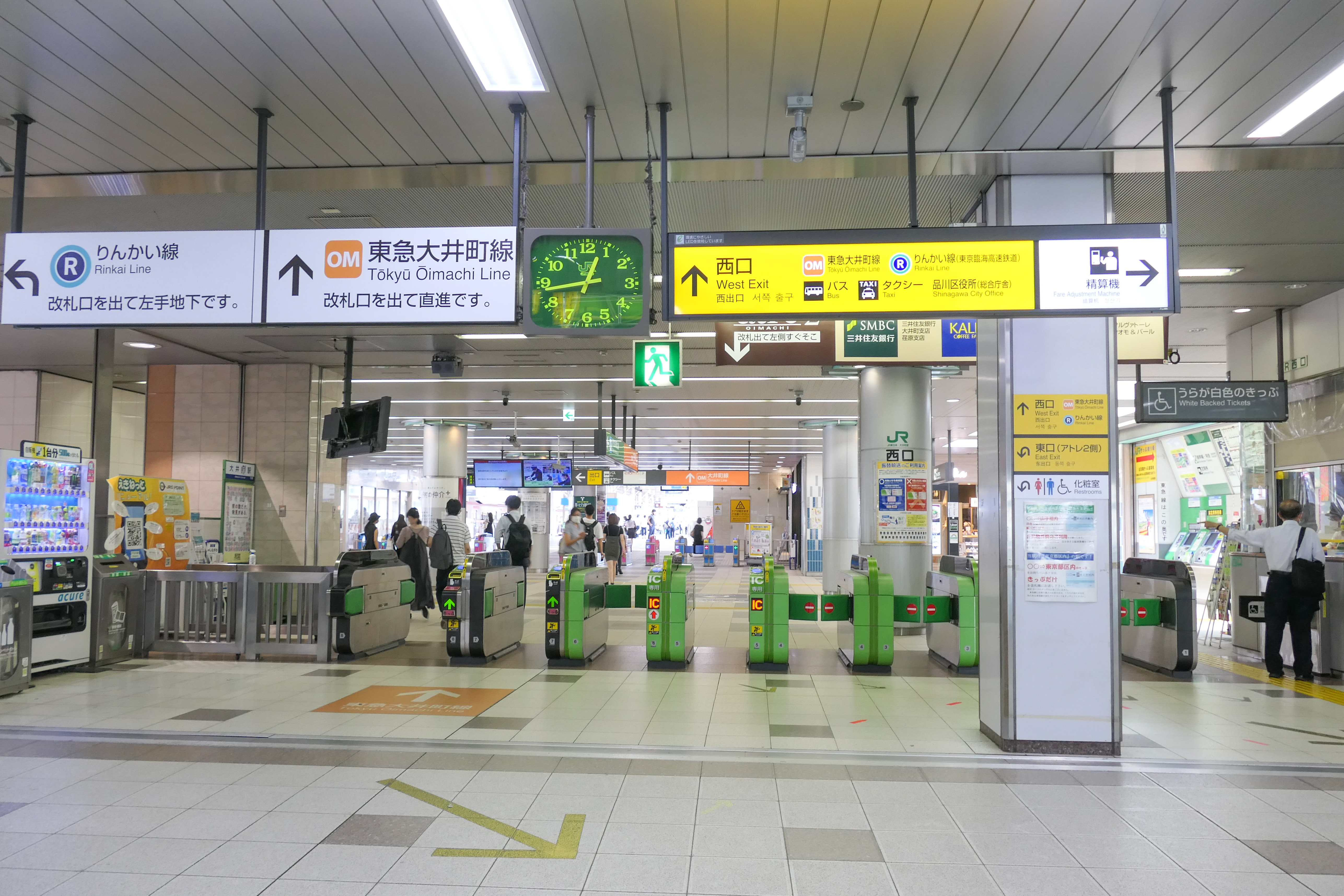
西驗票口（2021年7月）
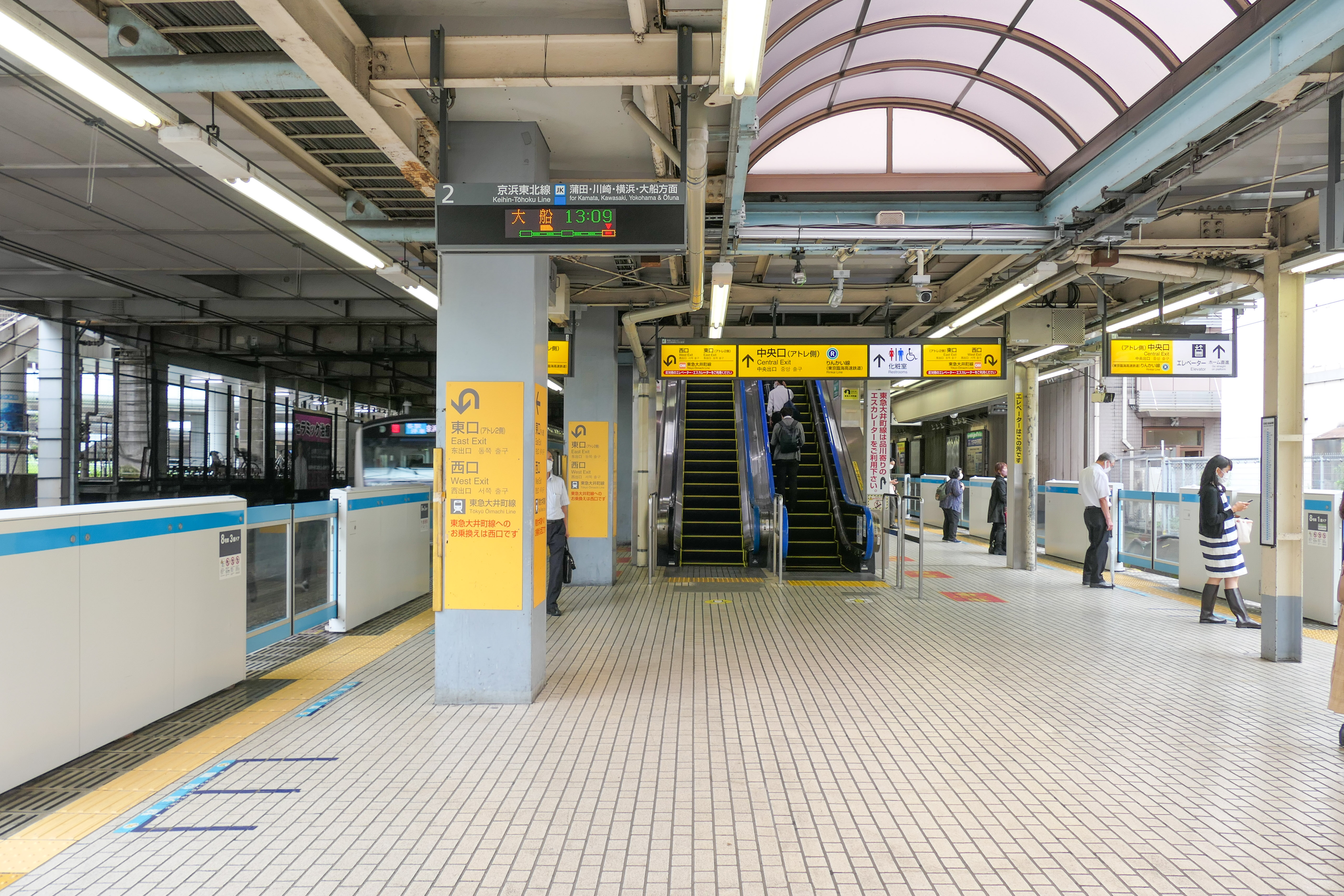
京濱東北線1號與2號月台（2021年7月）

#### 發車音樂
本站的發車音樂採用古典樂。
- 1號線：韋瓦第作曲《四季》〜春〜第一樂章
- 2號線：韋瓦第作曲《四季》〜秋〜第三樂章

1993年3月引入發車音樂時，本站使用約翰·塞巴斯蒂安·巴哈《平均律键盘曲集》的第2卷第5樂章（北行）及路德維希·范·貝多芬《第8號交響曲》的第1樂章（南行）作為發車音樂。同年7月更改為安東尼奧·韋華第《四季》的春（第1樂章，北行）和秋（第3樂章，南行）樂章至今。之後此兩曲也成為高尾站的發車音樂。

### 東急電鐵
東急的站區屬高架車站，月台採港灣式1面2線設計。在新玉川線（現田園都市線澀谷－二子玉川間）開業前，本站是田園都市線的起點站。
1999年至2006年2月間，本站進行改建工程，大幅改建站房與月台，並廢除聯絡檢票口。基本上各站停車停靠1號線，急行停靠2號線。月台原先僅能停靠六輛編組，2017年11月完成月台延伸工程後可停靠七輛編組列車。
本站與品川區及國土交通省等單位原先協議在2011年度啟用月台門，但直到東京都提供補助款後，月台門才正式動工並在2012年3月3日正式啟用。

#### 月台配置
| 月台 | 路線     | 目的地                               |
| ---- | -------- | ------------------------------------ |
| 1・2 | 大井町線 | 旗之台、自由丘、二子玉川、溝之口方向 |

以前2號線對側是下車月台。

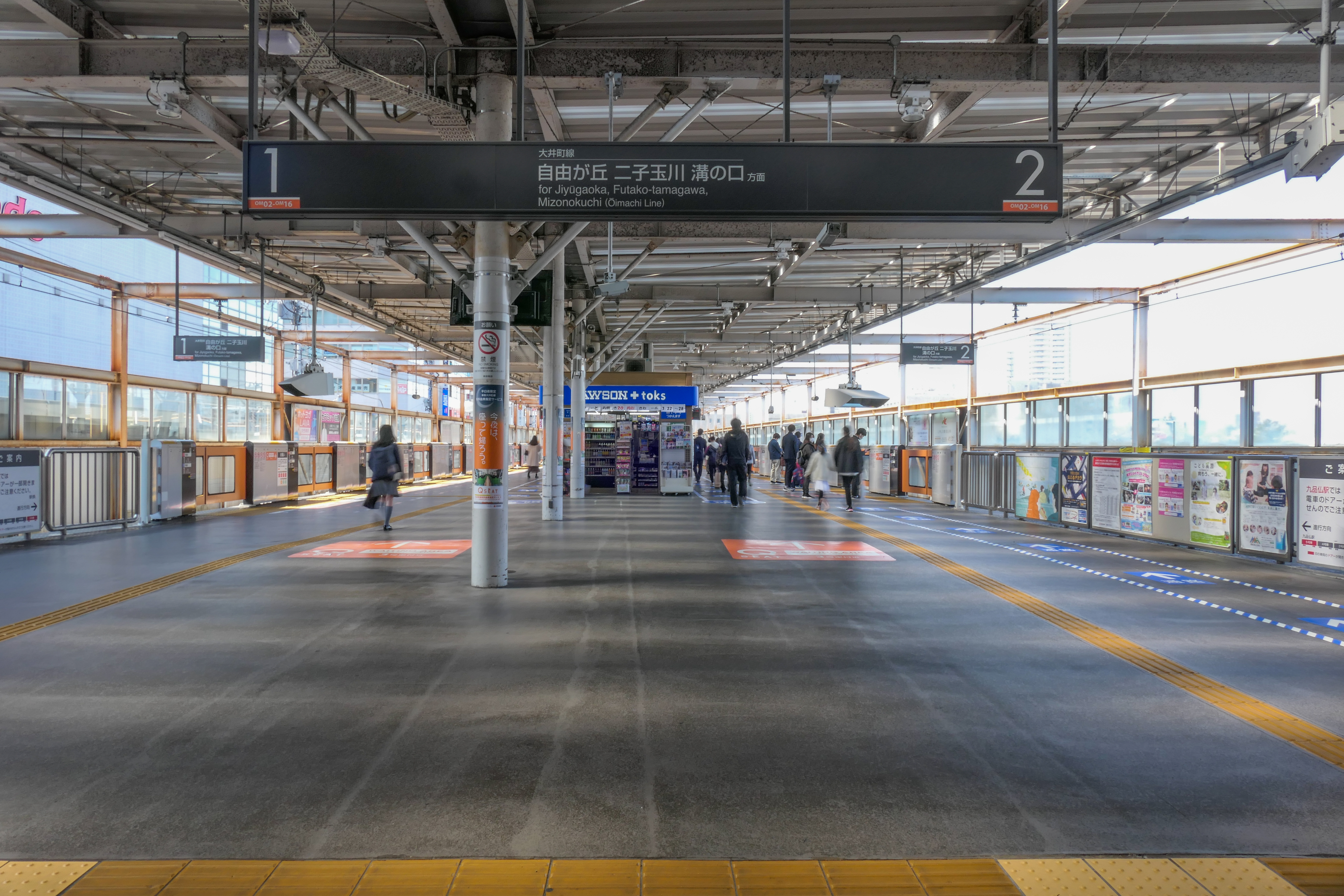
大井町線1號與2號月台(2022年3月）

### 東京臨海高速鐵道
臨海線站區位於地底，由於月台部分採2條單線鑽挖式隧道（潛盾）方式興建，因此月台設計和臨海線其他車站不同，為2座側式月台，分別設於地下3樓及地下5樓。付費區等車站設施部分採用明挖工法建造，潛盾部分與明挖部分在月台中央部分連結。
品川側與大森側的站房皆可通往JR站區，但只有品川側的站房連通東急站區。檢票口往品川側站房的中途有出入口直通伊藤洋華堂大井町店地下1樓。JR中央口檢票口層與臨海線檢票口層之間有座長達44公尺的電扶梯。本站與西鄰的大崎站不同，無法與JR站內轉乘。月台編號與自動售票機也完全獨立。
從本站往澀谷、新宿、池袋方向，可搭乘臨海線至大崎站直通JR埼京線前往，但運費較高。

#### 月台配置
| 月台 | 樓層    | 路線   | 方向 | 目的地                 |
| ---- | ------- | ------ | ---- | ---------------------- |
| 1    | 地下3樓 | 臨海線 | 下行 | 大崎、新宿、埼京線方向 |
| 2    | 地下5樓 | 臨海線 | 上行 | 國際展示場、新木場方向 |

- 1號月台（2022年5月）
- 2號月台（2022年5月）

#### 發車音樂
平時的發車音樂為東洋Media Links的《Cielo Estrellado》與《Water Crown》，但由於本站鄰近劇團四季的專用劇場四季劇場［夏］，在劇場有音樂劇演出時，發車音樂會改為音樂劇的主題曲。
- 2011年6月21日至2013年1月27日 - 音樂劇《美女與野獸》主題曲[12]
  - 上行線（往新木場方向）為《Be Our Guest》，下行線（往大崎方向）為《美女與野獸》。
- 2013年10月25日至2017年4月9日 - 音樂劇《小美人魚》主題曲
  - 上行線（往新木場方向）為《Under the Sea》，下行線（往大崎方向）為《Part of Your World》[13]。

## 使用情況
- JR東日本 - 2019年度1日平均上車人次為104,619人。JR東日本全體第38位[利用客数 1]。
- 東急電鐵 - 2019年度1日平均上下車人次為143,527人[利用客数 2]。
- 東京臨海高速鐵道 - 2016年度的1日平均上車人次為41,855人[14]。

### 各年度1日平均上下車人次
近年1日平均上下車人次的推移如下表（JR除外）。
| 年度               | 東京急行電鐵/東急電鐵 | 東京急行電鐵/東急電鐵 | 東京臨海 高速鐵道  | 東京臨海 高速鐵道 |
| 年度               | 1日平均 上下車人次    | 增長率                | 1日平均 上下車人次 | 增長率            |
| ------------------ | --------------------- | --------------------- | ------------------ | ----------------- |
| 1998年（平成10年） | 92,500                |                       | 未 開 業           | 未 開 業          |
| 1999年（平成11年） | 92,120                | -0.4%                 | 未 開 業           | 未 開 業          |
| 2000年（平成12年） | 91,718                | -0.4%                 | 未 開 業           | 未 開 業          |
| 2001年（平成13年） | 89,109                | -2.8%                 | 未 開 業           | 未 開 業          |
| 2002年（平成14年） | 92,279                | 3.6%                  | 31,994             |                   |
| 2003年（平成15年） | 102,604               | 11.2%                 | 38,582             | 20.6%             |
| 2004年（平成16年） | 104,360               | 1.7%                  | 42,349             | 9.8%              |
| 2005年（平成17年） | 106,158               | 1.7%                  | 47,102             | 11.2%             |
| 2006年（平成18年） | 109,705               | 3.3%                  | 53,485             | 13.6%             |
| 2007年（平成19年） | 114,924               | 4.8%                  | 59,822             | 11.8%             |
| 2008年（平成20年） | 121,109               | 5.4%                  | 65,060             | 8.6%              |
| 2009年（平成21年） | 125,417               | 3.6%                  | 66,857             | 2.8%              |
| 2010年（平成22年） | 126,395               | 0.8%                  | 66,427             | -0.6%             |
| 2011年（平成23年） | 127,424               | 0.8%                  | 65,690             | -1.1%             |
| 2012年（平成24年） | 132,564               | 4.0%                  | 72,642             | 10.6%             |
| 2013年（平成25年） | 137,025               | 3.4%                  | 75,846             | 4.4%              |
| 2014年（平成26年） | 137,052               | 0.0%                  | 79,256             | 4.5%              |
| 2015年（平成27年） | 139,151               | 1.5%                  | 81,121             | 2.4%              |
| 2016年（平成28年） | 141,196               | 1.5%                  | 83,531             | 3.0%              |
| 2017年（平成29年） | 143,269               | 1.5%                  | 85,632             | 2.5%              |
| 2018年（平成30年） | 144,699               | 1.0%                  |                    |                   |
| 2019年（令和元年） | 143,527               | −0.8%                 |                    |                   |

### 各年度1日平均上車人次（1910年代 - 1930年代）
各年度1日平均上車人次推移如下表。
| 年度               | 國鐵       | 目黑蒲田電鐵 | 來源              |
| ------------------ | ---------- | ------------ | ----------------- |
| 1914年（大正03年） | [ 備考 1 ] | 未 開 業     |                   |
| 1915年（大正04年） | 1,299      | 未 開 業     | [ 東京府統計 1 ]  |
| 1916年（大正05年） | 2,065      | 未 開 業     | [ 東京府統計 2 ]  |
| 1919年（大正08年） | 5,451      | 未 開 業     | [ 東京府統計 3 ]  |
| 1920年（大正09年） | 6,749      | 未 開 業     | [ 東京府統計 4 ]  |
| 1922年（大正11年） | 11,322     | 未 開 業     | [ 東京府統計 5 ]  |
| 1923年（大正12年） | 14,494     | 未 開 業     | [ 東京府統計 6 ]  |
| 1924年（大正13年） | 18,699     | 未 開 業     | [ 東京府統計 7 ]  |
| 1925年（大正14年） | 19,378     | 未 開 業     | [ 東京府統計 8 ]  |
| 1926年（昭和元年） | 20,699     | 未 開 業     | [ 東京府統計 9 ]  |
| 1927年（昭和02年） | 21,912     | 3,074        | [ 東京府統計 10 ] |
| 1928年（昭和03年） | 23,668     | 8,671        | [ 東京府統計 11 ] |
| 1929年（昭和04年） | 24,923     | 5,428        | [ 東京府統計 12 ] |
| 1930年（昭和05年） | 24,602     | 6,184        | [ 東京府統計 13 ] |
| 1931年（昭和06年） | 24,006     | 6,267        | [ 東京府統計 14 ] |
| 1932年（昭和07年） | 24,781     | 6,500        | [ 東京府統計 15 ] |
| 1933年（昭和08年） | 25,335     | 6,615        | [ 東京府統計 16 ] |
| 1934年（昭和09年） | 25,876     | 6,663        | [ 東京府統計 17 ] |
| 1935年（昭和10年） | 26,640     | 6,955        | [ 東京府統計 18 ] |

### 各年度1日平均上車人次（1953年 - 2000年）
各年度1日平均上車人次推移如下表。
| 年度               | 國鐵/ JR東日本 | 東京急行電鐵 | 來源              |
| ------------------ | -------------- | ------------ | ----------------- |
| 1953年（昭和28年） | 39,728         |              | [ 東京都統計 1 ]  |
| 1954年（昭和29年） | 42,582         |              | [ 東京都統計 2 ]  |
| 1955年（昭和30年） | 44,786         |              | [ 東京都統計 3 ]  |
| 1956年（昭和31年） | 74,031         | 39,740       | [ 東京都統計 4 ]  |
| 1957年（昭和32年） | 63,924         | 44,080       | [ 東京都統計 5 ]  |
| 1958年（昭和33年） | 51,395         | 46,827       | [ 東京都統計 6 ]  |
| 1959年（昭和34年） | 54,267         | 49,103       | [ 東京都統計 7 ]  |
| 1960年（昭和35年） | 57,740         | 52,014       | [ 東京都統計 8 ]  |
| 1961年（昭和36年） | 59,064         | 55,593       | [ 東京都統計 9 ]  |
| 1962年（昭和37年） | 60,287         | 59,188       | [ 東京都統計 10 ] |
| 1963年（昭和38年） | 60,678         | 60,416       | [ 東京都統計 11 ] |
| 1964年（昭和39年） | 61,014         | 59,528       | [ 東京都統計 12 ] |
| 1965年（昭和40年） | 61,356         | 57,210       | [ 東京都統計 13 ] |
| 1966年（昭和41年） | 67,733         | 57,272       | [ 東京都統計 14 ] |
| 1967年（昭和42年） | 62,891         | 59,027       | [ 東京都統計 15 ] |
| 1968年（昭和43年） | 62,285         | 58,962       | [ 東京都統計 16 ] |
| 1969年（昭和44年） | 56,767         | 56,763       | [ 東京都統計 17 ] |
| 1970年（昭和45年） | 63,738         | 58,071       | [ 東京都統計 18 ] |
| 1971年（昭和46年） | 91,712         | 59,104       | [ 東京都統計 19 ] |
| 1972年（昭和47年） | 91,458         | 60,063       | [ 東京都統計 20 ] |
| 1973年（昭和48年） | 91,753         | 60,836       | [ 東京都統計 21 ] |
| 1974年（昭和49年） | 95,764         | 61,767       | [ 東京都統計 22 ] |
| 1975年（昭和50年） | 91,671         | 62,879       | [ 東京都統計 23 ] |
| 1976年（昭和51年） | 94,665         | 62,863       | [ 東京都統計 24 ] |
| 1977年（昭和52年） | 91,652         | 62,085       | [ 東京都統計 25 ] |
| 1978年（昭和53年） | 89,802         | 62,111       | [ 東京都統計 26 ] |
| 1979年（昭和54年） | 84,162         | 54,492       | [ 東京都統計 27 ] |
| 1980年（昭和55年） | 76,158         | 47,830       | [ 東京都統計 28 ] |
| 1981年（昭和56年） | 73,908         | 46,721       | [ 東京都統計 29 ] |
| 1982年（昭和57年） | 72,910         | 46,111       | [ 東京都統計 30 ] |
| 1983年（昭和58年） | 73,864         | 47,740       | [ 東京都統計 31 ] |
| 1984年（昭和59年） | 74,175         | 45,869       | [ 東京都統計 32 ] |
| 1985年（昭和60年） | 72,919         | 47,323       | [ 東京都統計 33 ] |
| 1986年（昭和61年） | 71,247         | 47,403       | [ 東京都統計 34 ] |
| 1987年（昭和62年） | 70,791         | 47,776       | [ 東京都統計 35 ] |
| 1988年（昭和63年） | 71,933         | 47,935       | [ 東京都統計 36 ] |
| 1989年（平成元年） | 75,528         | 48,625       | [ 東京都統計 37 ] |
| 1990年（平成02年） | 76,621         | 49,431       | [ 東京都統計 38 ] |
| 1991年（平成03年） | 77,810         | 49,976       | [ 東京都統計 39 ] |
| 1992年（平成04年） | 78,025         | 49,348       | [ 東京都統計 40 ] |
| 1993年（平成05年） | 78,721         | 48,934       | [ 東京都統計 41 ] |
| 1994年（平成06年） | 77,090         | 47,781       | [ 東京都統計 42 ] |
| 1995年（平成07年） | 77,869         | 48,584       | [ 東京都統計 43 ] |
| 1996年（平成08年） | 78,392         | 47,375       | [ 東京都統計 44 ] |
| 1997年（平成09年） | 78,192         | 48,036       | [ 東京都統計 45 ] |
| 1998年（平成10年） | 77,699         | 47,449       | [ 東京都統計 46 ] |
| 1999年（平成11年） | 78,534         | 47,306       | [ 東京都統計 47 ] |
| 2000年（平成12年） | 78,996         | 46,882       | [ 東京都統計 48 ] |

### 各年度1日平均上車人次（2001年以後）
各年度1日平均上車人次推移如下表。
| 年度               | JR東日本 | 東京急行電鐵 /東急電鐵 | 東京臨海 高速鐵道 | 來源              |
| ------------------ | -------- | ---------------------- | ----------------- | ----------------- |
| 2001年（平成13年） | 77,728   | 45,191                 | 未開業            | [ 東京都統計 49 ] |
| 2002年（平成14年） | 79,300   | 46,244                 | 16,165            | [ 東京都統計 50 ] |
| 2003年（平成15年） | 84,052   | 50,503                 | 19,597            | [ 東京都統計 51 ] |
| 2004年（平成16年） | 84,883   | 51,104                 | 21,521            | [ 東京都統計 52 ] |
| 2005年（平成17年） | 86,298   | 52,020                 | 23,982            | [ 東京都統計 53 ] |
| 2006年（平成18年） | 88,880   | 53,803                 | 27,238            | [ 東京都統計 54 ] |
| 2007年（平成19年） | 92,420   | 56,970                 | 30,278            | [ 東京都統計 55 ] |
| 2008年（平成20年） | 93,664   | 59,929                 | 32,868            | [ 東京都統計 56 ] |
| 2009年（平成21年） | 94,209   | 62,156                 | 33,678            | [ 東京都統計 57 ] |
| 2010年（平成22年） | 94,715   | 62,762                 | 33,495            | [ 東京都統計 58 ] |
| 2011年（平成23年） | 95,225   | 63,366                 | 33,124            | [ 東京都統計 59 ] |
| 2012年（平成24年） | 97,865   | 65,688                 | 36,554            | [ 東京都統計 60 ] |
| 2013年（平成25年） | 100,403  | 68,132                 | 38,133            | [ 東京都統計 61 ] |
| 2014年（平成26年） | 101,246  | 68,338                 | 39,749            | [ 東京都統計 62 ] |
| 2015年（平成27年） | 103,139  | 69,493                 | 40,645            | [ 東京都統計 63 ] |
| 2016年（平成28年） | 104,230  | 70,562                 | 41,855            | [ 東京都統計 64 ] |
| 2017年（平成29年） | 104,412  | 71,803                 | 42,961            | [ 東京都統計 65 ] |
| 2018年（平成30年） | 105,838  | 72,548                 | 44,308            | [ 東京都統計 66 ] |
| 2019年（令和元年） | 104,619  |                        |                   |                   |

備註
1. ↑  1914年12月20日開業。
2. ↑  1927年7月6日開業。開業日から翌年3月31日までの計239日間を集計したデータ。

## 車站周邊
JR大井町站中央口為車站大樓「atre大井町」，JR大井町站東口站房為「atre大井町2」。
東京綜合車輛中心出入口在本站北側。車站周邊多小型餐飲店。

### 東側

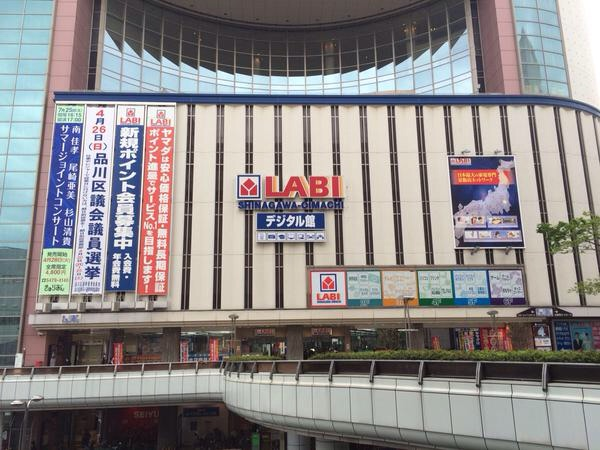
品川區綜合區民會館「Curian」（2015年3月21日)

- 品川區綜合區民會館（日语：品川区立総合区民会館）「Curian」（きゅりあん）
  - 山田電機LABI品川大井町
  - 西友大井町店
- atre大井町2
- 品川水族館 - 巴士圓環有免費接駁巴士。
- 東京品川醫院（日语：東京品川病院）
  - 舊薩摩鹿兒島藩島津家抱屋敷跡
- 詹姆斯坂（ゼームス坂）
  - 高村智惠子終焉之地
- 仙台坂
  - 仙台藩品川下屋敷跡
  - 東京都味噌工業協同組合八木合名會社仙台味噌醸造所
- 舊越前鯖江藩間部家下屋敷跡
- 企業
  - 三菱鉛筆本社大樓
  - 三愛石油（日语：三愛石油）本社
  - 佐藤製藥（日语：佐藤製薬）品川開發中心
- 公共機關
  - 大井消防署
  - 品川區立大井林町高齡者複合設施
- 教育
  - 都立品川特別支援學校
  - 品川區立淺間台小學校
  - 品川區立立會小學校
  - 品川區立品川保育園
  - 品川ETOILE女子高等学校（日语：品川エトワール女子高等学校）
  - 池見東京醫療專門學校
  - 池見東京齒科衛生士專門學校
  - 東京健康科學專門學校
  - 創研學院大井町校
  - 武田塾大井町校
  - 七田兒童學院
  - 東進高校（日语：東進ハイスクール）大井町校
  - LITALICO JUNIOR大井町東口教室
  - 森永教室
- 金融機關、郵局
  - 品川郵便局（日语：品川郵便局）
  - 郵貯銀行品川店

### 西側
- atre大井町
- 伊藤洋華堂大井町店
- 阪急大井町Garden - 阪急百貨店大井食品館
- 積水房屋音樂劇場四季劇場［夏］（日语：四季劇場［夏］）
- Brillia大井町Lavieen Tower（日语：ブリリア大井町ラヴィアンタワー）
- 飯店
  - OURS INN阪急 - 阪急大井町Garden
  - VIA INN（日语：ヴィアイン）東京大井町
  - 東橫INN品川大井町
  - HOTEL ROUTE INN（日语：ホテルルートイン）品川大井町
- 企業
  - 東日本旅客鐵道東京綜合車輛中心
    - JR東日本健康推進中心
    - 今川氏真館跡

  - 大成溫調（日语：大成温調）本社
  - 日學（日语：日学）本社
  - 寺岡製作所（日语：[[:ja:寺岡製作所]|]]）本社
  - Doshisha（日语：ドウシシャ）東京本社第1大樓
  - infoteria（日语：インフォテリア）本社
  - 住友大井町大廈
    - 日本理化工業所（日语：日本理化工業所）本社
    - NEC事務所
    - 三菱電機Control Software（日语：三菱電機コントロールソフトウェア） Total Solution事業所　
    - 理光大井事業所
    - 東京灣橫段道路株式會社

  - 住友不動產大井町站前大廈
    - 東京都住宅供給公社（日语：東京都住宅供給公社）（JKK東京） 大井町窗口中心
    - 日本菸草食品（日语：ジェイティフーズ）本社
    - 日本菸草產業東京研修中心
    - 郵船港運株式會社（日本郵船集團）東京支店
    - 樂天銀行房貸事業本部
    - 東芝電梯（日语：東芝エレベータ）東京支社
- 公共機關
  - 品川區役所（日语：品川区役所）
    - 東京法務局（日语：東京法務局）品川出張所(登記所)
    - 東京都建設局（日语：東京都建設局）第二建設事務所
    - 品川都稅事務所
    - 品川區保健所
    - 品川防災體驗館
    - 中小企業中心
    - 品川區國際友好協會
    - 品川區議會
    - 品川區環境情報活動中心

  - 大井町服務櫃台 - 「atre」中央西口階梯下
  - 品川區消費者中心
  - 品川觀光協會
  - 大井保健中心
  - 大井町站前交番
- 教育
  - 品川區立山中小學校
  - 東京MAX美容專門學校（日语：東京マックス美容専門学校）
  - 青稜中學校、高等學校（日语：青稜中学校・高等学校）
  - 小野學園女子中學、高等學校（日语：小野学園女子中学・高等学校）
  - SAPIX（日语：SAPIX）大井町校
  - 日能研（日语：日能研）大井町校
  - 榮光講座（日语：栄光ゼミナール）大井町校
  - 河合塾（日语：河合塾）MANAVIS大井町校
  - ena (預備校)大井町校
  - LITALICO JUNIOR大井町教室
- 金融機關、郵局
  - 中央勞動金庫（日语：中央労働金庫）大井支店
  - 靜岡銀行大井町支店
  - 瑞穗銀行大井町支店
  - 三井住友銀行大井町出張所
  - 大東京信用組合（日语：大東京信用組合）大井支店
  - 城南信用金庫（日语：城南信用金庫）大井支店
  - 芝信用金庫（日语：芝信用金庫）大井支店
  - 品川區役所前郵便局
  - 品川大井三郵便局

## 巴士路線
中央口東側與西側接有圓環。

### 東口
都營巴士、京濱急行巴士、東急巴士
| 乘車處 | 系統     | 主要行經地                 | 目的地             | 運行業者    | 備註                     |
| ------ | -------- | -------------------------- | ------------------ | ----------- | ------------------------ |
| 1號    | 井92     | 青物橫丁、都立八潮高校前   | 【循環】八潮公園城 | ■都營       |                          |
| 1號    | 直行01   | （直達品川綜合福祉中心前） | 【循環】八潮公園城 | ■都營       | 平日僅早晨傍晚有班次     |
| 2號    | 井12     | 立會川站、大井競馬場前     | 【循環】八潮公園城 | ■京急       |                          |
| 3號    | 下車專用 |                            |                    |             |                          |
| 4號    | 井98     | 4號碼頭                    | 大井水產物埠頭     | ■都營       | 假日停駛                 |
| 5號    | 井96     | JAL大樓                    | 【循環】天王洲島   | ■都營       |                          |
| 6號    |          | （直行）                   | 品川水族館         | ■東急 ■京急 | 免費接駁巴士             |
| 7號    | 井20     | （直行）                   | 大井競馬場         | ■東急 ■京急 | 免費接駁巴士、僅賽日運行 |

### 西口
東急巴士、京濱急行巴士
| 乘車處 | 系統      | 主要行經地                       | 目的地             | 運行業者 | 備註                                                              |
| ------ | --------- | -------------------------------- | ------------------ | -------- | ----------------------------------------------------------------- |
| 1號    | 品94 井03 | 大森站、池上站                   | 蒲田站             | ■東急    |                                                                   |
| 1號    | 品94 井09 | 大森站、池上營業所               | 池上站             | ■東急    |                                                                   |
| 2號    | 井05      | 伊藤學園、大井原町               | 西大井站           | ■東急    |                                                                   |
| 3號    |           | 品川海濱站（不可下車）           | 羽田機場           | ■京急    | 機場接駁巴士                                                      |
| 3號    |           | 直行                             | 羽田機場國際線航廈 | ■京急    | 機場接駁巴士（深夜、早晨） 深夜、早晨班次的起終點是新橋站銀座口。 |
| 3號    | 井19      | 青物橫丁站、立會川站             | 大森站東口         | ■京急    | ★                                                                 |
| 3號    | 井19      | 青物橫丁站、大森站、大森海岸站   | Leisure Land平和島 | ■京急    | ★、1日3班                                                         |
| 4號    | 品94      | 青物橫丁站                       | 品川站             | ■東急    | ★                                                                 |
| 5號    | 渋41      | 大崎站、中目黑站、大橋           | 澀谷站             | ■東急    | ★                                                                 |
| 6號    | 井01      | 東光寺前、二葉三丁目             | 荏原營業所         | ■東急    |                                                                   |
| 7號    | 井30      | 青物橫丁站、台場站、東京電訊港站 | 船之科學館         | ■京急    | ★                                                                 |
| 7號    | 井32      | 青物橫丁站                       | 台場站             | ■京急    | ★                                                                 |

★的路線也停靠大井町站東口巴士站。

## 相鄰車站
東日本旅客鐵道
 京濱東北線
■快速、■各站停車
品川（JK 20）－大井町（JK 19）－大森（JK 18）
 東急電鐵
 大井町線
■急行
大井町（OM01）－旗之台（OM06）
□各站停車（通過二子新地、高津）、■各站停車（停靠二子新地、高津）
大井町（OM01）－下神明（OM02）
 東京臨海高速鐵道
 臨海線
■通勤快速、■快速、■各站停車（任何列車於臨海線內均為各站停車）
品川海濱（R 06）－大井町（R 07）－大崎（R 08）

### 使用情況
JR、私鐵1日平均使用人數
1. ↑  各駅の乗車人員 （页面存档备份，存于） - JR東日本
2. ↑  2019年度乗降人員 （页面存档备份，存于） - 東急電鉄

JR東日本1999年度以後上車人次
1. ↑  各駅の乗車人員（1999年度） （页面存档备份，存于） - JR東日本
2. ↑  各駅の乗車人員（2000年度） （页面存档备份，存于） - JR東日本
3. ↑  各駅の乗車人員（2001年度） （页面存档备份，存于） - JR東日本
4. ↑  各駅の乗車人員（2002年度） （页面存档备份，存于） - JR東日本
5. ↑  各駅の乗車人員（2003年度） （页面存档备份，存于） - JR東日本
6. ↑  各駅の乗車人員（2004年度） （页面存档备份，存于） - JR東日本
7. ↑  各駅の乗車人員（2005年度） （页面存档备份，存于） - JR東日本
8. ↑  各駅の乗車人員（2006年度） （页面存档备份，存于） - JR東日本
9. ↑  各駅の乗車人員（2007年度） （页面存档备份，存于） - JR東日本
10. ↑  各駅の乗車人員（2008年度） （页面存档备份，存于） - JR東日本
11. ↑  各駅の乗車人員（2009年度） （页面存档备份，存于） - JR東日本
12. ↑  各駅の乗車人員（2010年度） （页面存档备份，存于） - JR東日本
13. ↑  各駅の乗車人員（2011年度） （页面存档备份，存于） - JR東日本
14. ↑  各駅の乗車人員（2012年度） （页面存档备份，存于） - JR東日本
15. ↑  各駅の乗車人員（2013年度） （页面存档备份，存于） - JR東日本
16. ↑  各駅の乗車人員（2014年度） （页面存档备份，存于） - JR東日本
17. ↑  各駅の乗車人員（2015年度） （页面存档备份，存于） - JR東日本
18. ↑  各駅の乗車人員（2016年度） （页面存档备份，存于） - JR東日本
19. ↑  各駅の乗車人員（2017年度） （页面存档备份，存于） - JR東日本
20. ↑  各駅の乗車人員（2018年度） （页面存档备份，存于） - JR東日本
21. ↑  各駅の乗車人員（2019年度） （页面存档备份，存于） - JR東日本

JR、私鐵統計資料
1. ↑  各種報告書 （页面存档备份，存于） - 関東交通広告協議会
2. 1 2 3  品川区の統計 （页面存档备份，存于） - 品川区
3. 1 2  東京都統計年鑑 （页面存档备份，存于） - 東京都

東京府統計書
1. ↑  .   [2020-07-28]. （原始内容存档于2021-01-01）.
2. ↑  .   [2020-07-28]. （原始内容存档于2021-01-01）.
3. ↑  .   [2020-07-28]. （原始内容存档于2020-06-07）.
4. ↑  .   [2020-07-28]. （原始内容存档于2020-06-07）.
5. ↑  .   [2020-07-28]. （原始内容存档于2020-07-29）.
6. ↑  .   [2020-07-28]. （原始内容存档于2020-07-29）.
7. ↑  .   [2020-07-28]. （原始内容存档于2020-07-29）.
8. ↑  .   [2020-07-28]. （原始内容存档于2020-07-29）.
9. ↑  .   [2020-07-28]. （原始内容存档于2020-07-29）.
10. ↑  .   [2020-07-28]. （原始内容存档于2020-07-29）.
11. ↑  .   [2020-07-28]. （原始内容存档于2020-10-17）.
12. ↑  .   [2020-07-28]. （原始内容存档于2020-06-07）.
13. ↑  .   [2020-07-28]. （原始内容存档于2020-08-18）.
14. ↑  .   [2020-07-28]. （原始内容存档于2020-09-23）.
15. ↑  .   [2020-07-28]. （原始内容存档于2021-02-15）.
16. ↑  .   [2020-07-28]. （原始内容存档于2019-05-19）.
17. ↑  .   [2020-07-28]. （原始内容存档于2019-05-21）.
18. ↑  .   [2020-07-28]. （原始内容存档于2020-08-18）.

東京都統計年鑑
1. ↑  昭和28年PDF - 13ページ
2. ↑  昭和29年PDF - 10ページ
3. ↑  昭和30年PDF - 10ページ
4. ↑  昭和31年PDF - 10ページ
5. ↑  昭和32年PDF - 10ページ
6. ↑  昭和33年PDF - 10ページ
7. ↑  .   [2020-07-28]. （原始内容存档于2016-03-05）.
8. ↑  .   [2020-07-28]. （原始内容存档于2016-03-05）.
9. ↑  .   [2020-07-28]. （原始内容存档于2015-06-29）.
10. ↑  .   [2020-07-28]. （原始内容存档于2015-06-29）.
11. ↑  .   [2020-07-28]. （原始内容存档于2015-06-29）.
12. ↑  .   [2020-07-28]. （原始内容存档于2015-06-29）.
13. ↑  .   [2020-07-28]. （原始内容存档于2016-03-05）.
14. ↑  .   [2020-07-28]. （原始内容存档于2016-03-05）.
15. ↑  .   [2020-07-28]. （原始内容存档于2016-03-05）.
16. ↑  .   [2020-07-28]. （原始内容存档于2016-03-05）.
17. ↑  .   [2020-07-28]. （原始内容存档于2016-03-05）.
18. ↑  .   [2020-07-28]. （原始内容存档于2016-03-05）.
19. ↑  .   [2020-07-28]. （原始内容存档于2015-06-29）.
20. ↑  .   [2020-07-28]. （原始内容存档于2015-06-29）.
21. ↑  .   [2020-07-28]. （原始内容存档于2015-06-29）.
22. ↑  .   [2020-07-28]. （原始内容存档于2016-03-05）.
23. ↑  .   [2020-07-28]. （原始内容存档于2016-06-02）.
24. ↑  .   [2020-07-28]. （原始内容存档于2015-06-29）.
25. ↑  .   [2020-07-28]. （原始内容存档于2016-03-05）.
26. ↑  .   [2020-07-28]. （原始内容存档于2015-06-29）.
27. ↑  .   [2020-07-28]. （原始内容存档于2016-03-05）.
28. ↑  .   [2020-07-28]. （原始内容存档于2016-03-05）.
29. ↑  .   [2020-07-28]. （原始内容存档于2016-03-05）.
30. ↑  .   [2020-07-28]. （原始内容存档于2015-06-29）.
31. ↑  .   [2020-07-28]. （原始内容存档于2015-06-29）.
32. ↑  .   [2020-07-28]. （原始内容存档于2015-06-29）.
33. ↑  .   [2020-07-28]. （原始内容存档于2016-03-05）.
34. ↑  .   [2020-07-28]. （原始内容存档于2016-03-05）.
35. ↑  .   [2020-07-28]. （原始内容存档于2015-06-29）.
36. ↑  .   [2020-07-28]. （原始内容存档于2016-03-05）.
37. ↑  .   [2020-07-28]. （原始内容存档于2016-03-05）.
38. ↑  .   [2020-07-28]. （原始内容存档于2016-03-05）.
39. ↑  .   [2020-07-28]. （原始内容存档于2016-03-05）.
40. ↑  .   [2017-06-16]. （原始内容存档于2013-08-15）.
41. ↑  .   [2017-06-16]. （原始内容存档于2013-02-03）.
42. ↑  .   [2017-06-16]. （原始内容存档于2013-02-03）.
43. ↑  .   [2017-06-16]. （原始内容存档于2013-02-03）.
44. ↑  .   [2017-06-16]. （原始内容存档于2013-02-03）.
45. ↑  .   [2017-06-16]. （原始内容存档于2016-03-04）.
46. ↑  平成10年PDF
47. ↑  平成11年PDF
48. ↑  .   [2017-06-16]. （原始内容存档于2016-03-04）.
49. ↑  .   [2017-06-16]. （原始内容存档于2016-03-04）.
50. ↑  .   [2017-06-16]. （原始内容存档于2017-07-29）.
51. ↑  .   [2017-06-16]. （原始内容存档于2017-07-29）.
52. ↑  .   [2017-06-16]. （原始内容存档于2017-07-29）.
53. ↑  .   [2017-06-16]. （原始内容存档于2017-07-29）.
54. ↑  .   [2017-06-16]. （原始内容存档于2017-07-29）.
55. ↑  .   [2017-06-16]. （原始内容存档于2017-07-29）.
56. ↑  .   [2017-06-16]. （原始内容存档于2017-07-29）.
57. ↑  .   [2017-06-16]. （原始内容存档于2016-03-26）.
58. ↑  .   [2017-06-16]. （原始内容存档于2016-03-27）.
59. ↑  .   [2017-06-16]. （原始内容存档于2016-03-25）.
60. ↑  .   [2017-06-16]. （原始内容存档于2016-03-27）.
61. ↑  .   [2017-06-16]. （原始内容存档于2016-03-22）.
62. ↑  .   [2017-06-16]. （原始内容存档于2017-07-30）.
63. ↑  .   [2017-06-16]. （原始内容存档于2018-11-09）.
64. ↑  .   [2020-07-28]. （原始内容存档于2019-05-02）.
65. ↑  .   [2020-07-28]. （原始内容存档于2019-12-03）.
66. ↑  .   [2020-07-28]. （原始内容存档于2020-08-04）.

## 外部連結
- 車站資訊（大井町）：東日本旅客鐵道
- 大井町站（各站資訊） - 東急電鐵
- 大井町站 （页面存档备份，存于） - 東京臨海高速鐵道